# Arcanamusica
Arcanamusica（アルカナムジカ）は、集英社とエイベックスによるメディアミックスプロジェクト。レーベルはavex trax。公式略称は「アルムジ」。キャラクターデザインはおぐち。

## 概要
2022年2月2日にプロジェクトが解禁、22日に始動。3月2日より5月4日までの10週間は新曲を配信、同日0:00にはMusic VideoをYouTubeにて公開。
公式アカウントやニュースリリースでは「多次元」というワードを用いて謳われており、『Music Video、音声、音声付きマンガムービー、ソーシャルメディアコンテンツ等を中長期的に複数の次元での展開を「多次元」として創出していく』という意味が込められている。
登場人物にはそれぞれ「アルカナネーム」と呼ばれる名義があり、作中に登場するアプリ『Arcanamusica』内ではその名義で歌唱する。突如スマートフォンに現れた架空の音楽配信アプリ『Arcanamusica』を舞台に、それぞれの"願い"を叶えるために配信者＝歌い手として活動していく物語となっていて、タロットカードのアルカナ（arcana）をモチーフに、「秘密」をテーマにしたストーリーや世界観が提供される。当初、キャラクターは5名であったが、後日新キャラクター3名が加わった
公式サイト、公式X、公式noteの全コンテンツ掲載は2025年3月31日をもって終了した。各音楽ストリーミングサービスおよび音楽ダウンロードサービスにて配信中の楽曲、各電子書籍サービスにて配信中の書籍は公開継続される。

## 登場人物
川和 静（かわわ・しずか）【アルカナネーム：RiZ】
声 - 波多野翔
年齢：26歳 / 誕生日：5月28日 / 血液型：AB型 / 身長：172cm / 体重：56kg
職業：プログラマー / 趣味：深夜アニメ鑑賞 / 苦手：リア充 / タロットカード：吊るされた男
苺宮 楽ノ進（まいみや・がくのしん）【アルカナネーム：闇殿«ダークパレス»】
声 - ROβiN
年齢：20歳 / 誕生日：7月21日 / 血液型：B型 / 身長：178cm / 体重：59kg
職業：動画配信者 / 趣味：惰眠 / 苦手：針 / タロットカード：悪魔
五十島 慈（いがしま・いつく）【アルカナネーム：いっくん】
声 - 坂上晶
年齢：30歳 / 誕生日：12月14日 / 血液型：O型 / 身長：182cm / 体重：67kg
職業：社会科教師 / 趣味：ボクシング / 苦手：蛸 / タロットカード：司祭
渋吉 陸玖（しぶよし・りく）【アルカナネーム：シブキチ】
声 - 白石康介
齢：21歳 / 誕生日：10月20日 / 血液型：O型 / 身長：169cm / 体重：54kg
職業：お笑い芸人 / 趣味：家電量販店巡り / 苦手：1人でいること / タロットカード：太陽
獣条 一希（じゅうじょう・かずき）【アルカナネーム：レッジェ】
声 - 幡野智宏
年齢：28歳 / 誕生日：9月9日 / 血液型：A型 / 身長：180cm / 体重：63kg
職業：弁護士 / 趣味：菓子作り / 苦手：ライオン / タロットカード：正義
切沢 玲央斗（きりさわ・れおと）【アルカナネーム：タイガー】
声 - 小野友樹
年齢：23歳 / 誕生日：7月30日 / 血液型：O型 / 身長：181cm / 体重：74kg
職業：お笑い芸人 / 趣味：家事全般・料理 / 苦手：真っ暗な部屋 / タロットカード：戦車
斑目 ジュナ（まだらめ・じゅな）【アルカナネーム：テティス】
声 - 寺島惇太
年齢：26歳 / 誕生日：11月29日 / 血液型：AB型 / 身長：180cm / 体重：62kg
職業：ジジュエリーデザイナー / 趣味：海外旅行・人間観察 / 苦手：煙草 / タロットカード：星
伊調 弦八（いちょう・つるや）【アルカナネーム：アリア】
声 - 蒼井翔太
年齢：17歳 / 誕生日：3月16日 / 血液型：A型 / 身長：170cm / 体重：52kg
職業：高校生 / 趣味：ヴァイオリン / 苦手：虫・アウトドア / タロットカード：月
スー
声 - 森久保祥太郎
アプリ「Arcanamusica」の運営として、秘密を持つ人物たちを案内していく。
マスコットキャラクターのような見た目をしているが、正体は謎に包まれている。

## 音楽作品

### シングル
タロットカードの正位置と逆位置になぞらえ、1人2曲の「正位置」と「逆位置」の曲が与えられた。しかし、プロジェクト終了が決まったため、テティスとアリアの「逆位置」の曲は未発売。
| リリース日 | リリース日 | タイトル                            | タイトル                            | ヴォーカル                                        | 作詞                       | 作曲                       | Music Video制作   |
| ---------- | ---------- | ----------------------------------- | ----------------------------------- | ------------------------------------------------- | -------------------------- | -------------------------- | ----------------- |
| 2022年     | 3月2日     | My role                             | My role                             | RiZ                                               | 栗山夕璃                   | 栗山夕璃                   | MONO-Devoid       |
| 2022年     | 3月9日     | My song                             | My song                             | RiZ                                               | 栗山夕璃                   | 栗山夕璃                   | MONO-Devoid       |
| 2022年     | 3月16日    | その魔王殿は危なげな程に刹那的—。   | その魔王殿は危なげな程に刹那的—。   | 闇殿«ダークパレス»                                | SLAVE.V-V-R                | SLAVE.V-V-R                | MONO-Devoid       |
| 2022年     | 3月23日    | その魔王殿は悲しい程にルルルルル—。 | その魔王殿は悲しい程にルルルルル—。 | 闇殿«ダークパレス»                                | SLAVE.V-V-R                | SLAVE.V-V-R                | MONO-Devoid       |
| 2022年     | 3月30日    | フィルム越しのモノクローム          | フィルム越しのモノクローム          | いっくん                                          | Somari                     | Somari                     | くすみ            |
| 2022年     | 4月6日     | 翡翠色のロゼアモール                | 翡翠色のロゼアモール                | いっくん                                          | Somari                     | Somari                     | くすみ            |
| 2022年     | 4月13日    | You are my friend!                  | You are my friend!                  | シブキチ                                          | キノシタ                   | キノシタ                   | MONO-Devoid       |
| 2022年     | 4月19日    | Are you my friend...?               | Are you my friend...?               | シブキチ                                          | キノシタ                   | キノシタ                   | MONO-Devoid       |
| 2022年     | 4月27日    | テノヒラダンサー                    | テノヒラダンサー                    | レッジェ                                          | 夏山よつぎ                 | 夏山よつぎ                 | くすみ            |
| 2022年     | 5月4日     | ストレイアンサー                    | ストレイアンサー                    | レッジェ                                          | 夏山よつぎ                 | 夏山よつぎ                 | くすみ            |
| 2022年     | 9月14日    | invisible world                     | invisible world                     | RiZ 闇殿«ダークパレス» いっくん シブキチ レッジェ | ケンカイヨシ 志島凪        | ケンカイヨシ YAMAAD        | アカイユウ        |
| 2023年     | 4月26日    | Fire to the mind!                   | Fire to the mind!                   | タイガー                                          | Somari                     | Somari                     | かこねこ KITTENED |
| 2023年     | 5月24日    | 綺麗だ                              | 綺麗だ                              | テティス                                          | Somari                     | Somari                     | かこねこ KITTENED |
| 2023年     | 6月28日    | ムーンライト・アリア                | ムーンライト・アリア                | アリア                                            | Somari                     | Somari                     | こんぶ            |
| 2024年     | 1月31日    | Forget my afraid                    | Forget my afraid                    | タイガー                                          | Somari                     | Somari                     | こんぶ            |
| 2024年     | 2月14日    | Arcanamusica Side Story EP.1&2      | イケてるBuddy!!!!                   | シブキチ＆タイガー                                | 要田健 (Relic Lyric, inc.) | 要田健 (Relic Lyric, inc.) | こんぶ            |
| 2024年     | 2月14日    | Arcanamusica Side Story EP.1&2      | いつか晴れた日に                    | アリア＆RiZ                                       | 土岐麻子                   | 森宗秀隆 西野蒟蒻          | アカイユウ        |

### アルバム
新曲のみ太字にし詳細も記載。

### カバー曲
Arcanamusica 公式YouTubeチャンネルにて公開。いずれも、Music Video制作：Miki Takahashi。
- 『ドーナツホール』2022年8月1日公開（作詞・作曲：ハチ、歌唱：RiZ）[39]
- 『炉心融解』2022年8月8日公開（作詞：kuma、作曲：iroha(sasaki) 、歌唱：闇殿«ダークパレス»）[40]
- 『嗚呼、素晴らしきニャン生』2022年8月15日公開（作詞・作曲：Nem、歌唱：いっくん）[41]
- 『Fire◎Flower』2022年8月22日公開（作詞・作曲：halyosy、歌唱：シブキチ）[42]
- 『flos』2022年8月29日公開（作詞・作曲：R Sound Design、歌唱：レッジェ）[43]

## Web番組
『アルムジ情報局 「ゆるかなむじか」』が、2022年6月3日よりArcanamusica 公式YouTubeチャンネルにて配信開始された。出演は、波多野翔（川和静 役）、ROβiN（苺宮楽ノ進 役）、坂上晶（五十島慈 役）、白石康介（渋吉陸玖 役）、幡野智宏（獣条一希 役）。

## 漫画
メインストーリー『Arcanamusica』（プロジェクトと同タイトル）のChapter.0が2022年7月29日から2022年8月26日にかけて公式Twitterにて連載、Chapter.1の1話（Chapter.1-1）が2022年9月30日に同媒体で掲載され2話（Chapter.1-2）以降はマンガMeeにて連載された。原作：Arcanamusica、作画：練間エリ、構成：蓮えみこ。いずれも全6話。単話にてマーガレットコミックスDIGITALにて電子単行本が発売。Arcanamusica 公式YouTubeチャンネルにてボイスコミック化されている。
サブストーリー『あるむじ日和』が、Arcanamusica 公式Twitterにて2023年9月29日から2024年11月29日まで連載された。原作：Arcanamusica、作画：桜庭ゆい。全48話。

## 小説
ショートストーリー『Arcanamusica Short Story』が、Arcanamusica 公式サイトにて掲載された。
- 「Arcanamusica-彼女の場合-」
- 「Arcanamusica-彼の場合-」
- 「VII.戦車　切沢玲央斗／タイガー」
- 「XVII.星　斑目ジュナ／テティス」
- 「XVIII.月　伊調弦八／アリア」
- 「Arcanamusica-彼女と彼の場合-」
- 「Happy Birthday!! RiZ-SHIZUKA KAWAWA-」
- 「Happy Birthday!! 闇殿-GAKUNOSHIN MAIMIYA-」
- 「Happy Birthday!! タイガー-REOTO KIRISAWA-」
- 「Happy Birthday!! レッジェ-KAZUKI JUJO-」
- 「Happy Birthday!! シブキチ-RIKU SHIBUYOSHI-」
- 「Happy Birthday!! テティス-JUNA MADARAME-」
- 「Happy Birthday!! いっくん-ITSUKU IGASHIMA-」
- 「Happy Birthday!! アリア-TSURUYA ICHOU-」

スピンオフ小説『オレらのグレイテスト・ステージ！ from Arcanamusica』と『アッバンドーネはまだ知らない from Arcanamusica』が、2024年2月9日に電子書籍として発売された。共に、原作：Arcanamusica、著：衣南かのん、イラスト：あじ。
プロジェクトの終了が決まり、本編最終章『Arcanamusica -My song, Your song-』が、Arcanamusica 公式noteにて2024年10月14日から2025年2月22日まで連載された。漫画のメインストーリーから続く、Chapter.2とも表記される。著：衣南かのん、イラスト：ユタカ。

## イベント
- アニメイトガールズフェスティバル
  - 2022「Arcanamusica AGF SPECIAL STAGE」（2022年11月6日） - ミニライブ[55]
  - 2023「Arcanamusica AGF SPECIAL STAGE」（2023年11月3日） - 朗読劇付きミニライブ[56]
- Arcanamusica 1stアルバム『SPREAD』リリースイベント
  - （2023年2月23日・昼夜2部制） - トーク＆ミニライブ、お渡し会[57]
  - （2023年2月24日） - アルバム新曲ライブ[57]
  - （2023年2月26日） - トーク、お渡し会[57]
- Arcanamusica Wシングルリリース&アルムジ2周年記念イベント（2024年2月25日・昼夜2部制） - ミニトーク＆ライブ（ライブは夜の部のみ）[58]